# Und der Wind wird ewig singen
Singles de Mireille Mathieu
Wenn es die Liebe will
(1974) Der Zar und das Mädchen
(1975)
Und der Wind wird ewig singen est une chanson allemande de la chanteuse française Mireille Mathieu sortie en 1974 sous le label Ariola.